# Любецькіт
Любецькіт (рос. любецкит; англ. lubeckite; нім. Lubeckit m) — мінерал, різновид ваду з вмістом міді й кобальту. Колоїдальний. Утворює чорні кульки і ґроноподібні агрегати. Знайдений з малахітом і самородним сріблом у родов. Мєдзянка (Польща). За прізв. польського князя Ф. Любецького (F. Lubecki), J. Morozewicz, 1918.